# 네오프톨레모스

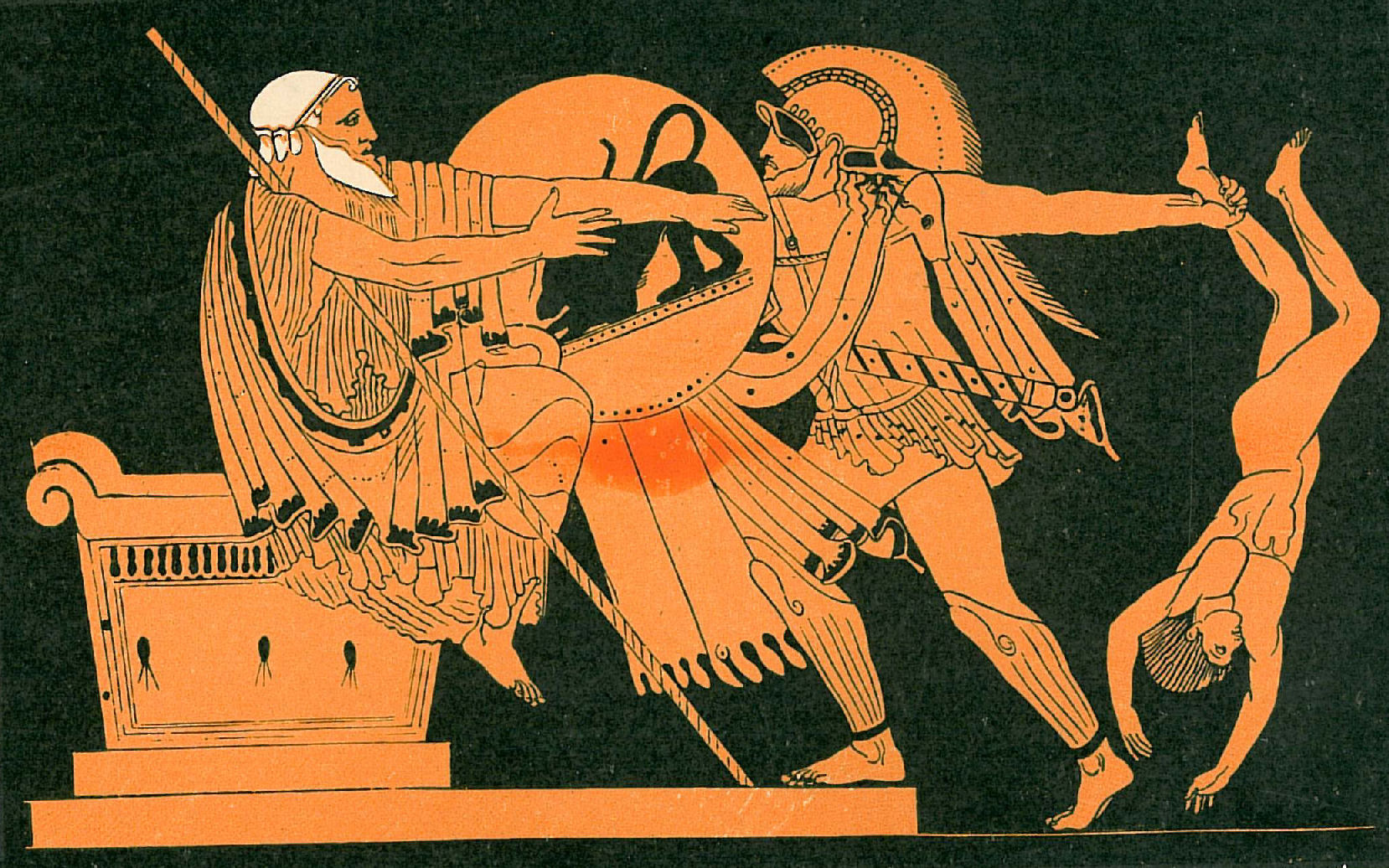

네오프톨레모스(그리스어: Νεοπτόλημος)는 그리스 신화에 나오는 에페이로스의 왕이다. 아킬레우스와, 스키로스섬의 왕 리코메데스의 딸인 필리라 또는 라오다메이아 사이의 아들이다.

## 이름
아들이 태어나자 이름을 피로스라 지었다. 이는 붉은 머리라는 뜻이다. 다른 이름으로는 네오프톨레모스라 부르기도 한다. 마찬가지로 아킬레우스가 리코메데스의 궁정에 숨어 살 때 아킬레스의 머리는 붉으므로 필리라(피라)라는 이름으로 불렸다는 설도 있다.

## 행적
자신의 아들 아킬레우스가 트로이 전쟁에 참전하면 죽는다는 아폴론의 예언을 들은 테티스는 아들을 은밀히 스키로스섬의 왕 리코메데스의 궁정으로 보내 여장을 하고 숨어 살게 하였다고 한다. 그러나 트로이아 전쟁에서 승리하기 위해서는 아킬레우스가 필요하다는 예언을 들은 오디세우스는 상인으로 변장하여 무기와 장신구를 들고 스키로스섬으로 갔다. 스키로스의 궁정에서 오디세우스는 무기에 흥미를 보이는 아킬레우스를 찾아내 트로이로 데려간다. 다른 전설에는 리코메데스가 아킬레우스가 있는 곳을 자백했다는 말도 있다. 아킬레우스가 트로이 전쟁에 끌려갈 무렵 리코메데스의 딸 필리라 또는 데이다메이아는 임신중이었다.
트로이 전쟁에 참전한 소년 네오프톨레모스는 트로이 함락 당시 제단 뒤로 숨은 장수 에우리퓔로스와 프리아모스 왕을 처참하게 살해하였고 그의 어린 아들들을 학살하였다. 헥토르의 장남 아스티아낙스를 트로이아 성벽 위에서 던져서 살해하였다. 그러나 일부 전승에서는 아스티아낙스가 살아남았다는 내용도 있다.

## 같이 보기
- 아킬레우스
- 안드로마케
- 트로이아 전쟁